# Гуарана, Якопо
Якопо (Джакомо) Гуарана (итал. Jacopo (Jacomo) Guarana; 28 октября 1720, Верона — 18 апреля 1808) — итальянский живописец венецианской школы периода позднего барокко.

## Биография
Якопо Гуарана родился в Вероне. Работал в основном в Венеции и на её материковых территориях (провинция Венето), а в конце своей деятельности совершил поездку в Равенну для работ по декорации купола церкви Сан-Витале. 28 апреля 1740 года Якопо женился на Катерине Джирелли и затем поселился в приходе Сан-Тома, где двумя годами позже родился его сын Винченцо. Его жена умерла преждевременно 3 ноября 1758 года, а 29 ноября следующего года он женился во второй раз на Франческе Альвара.
Гуарана учился живописи сначала у Себастьяно Риччи, а затем у знаменитого Джованни Баттиста Тьеполо.

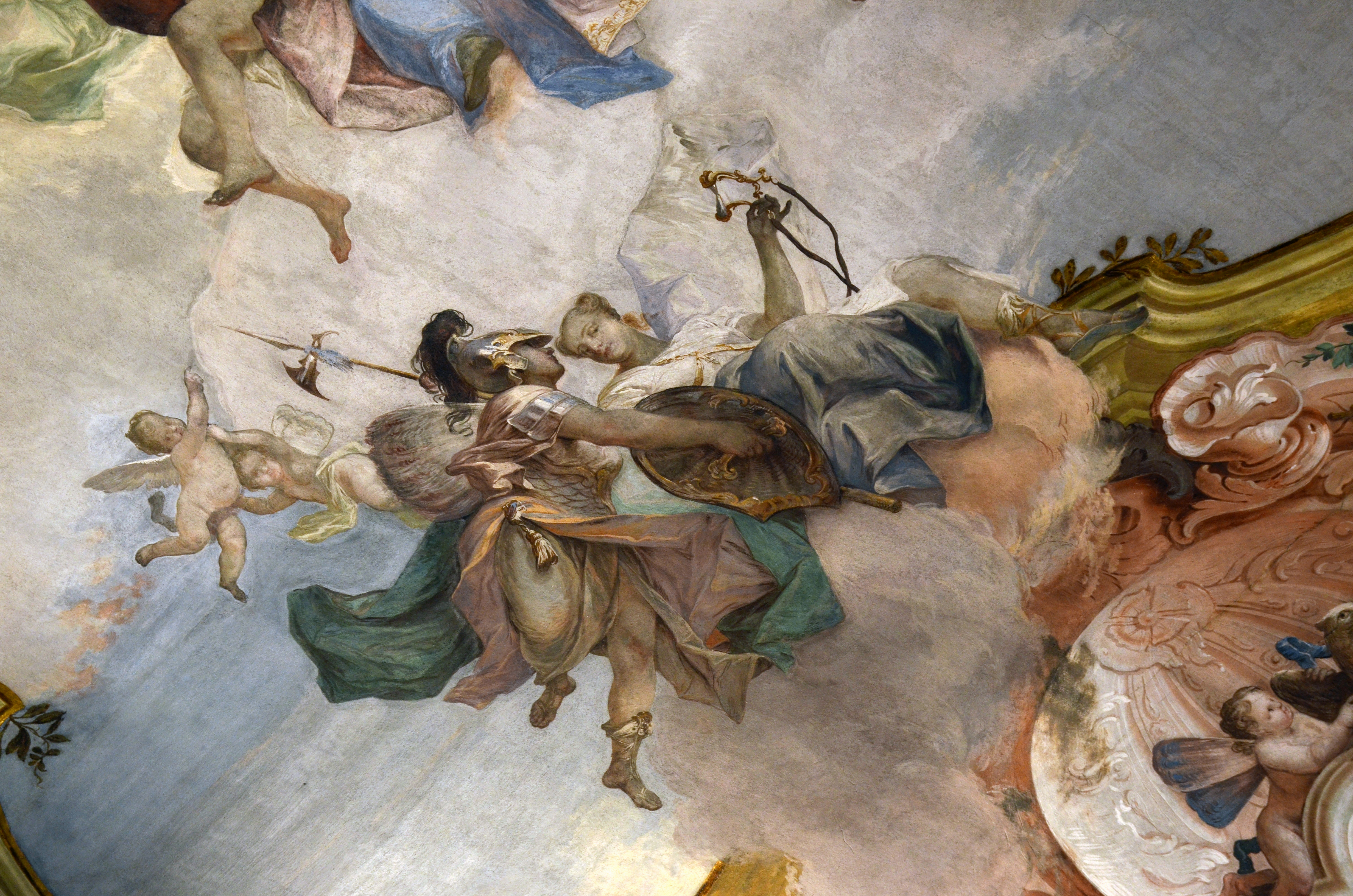
Аллегория. Деталь фрески в Ка-Реццонико. 1750

В 1750 году Якопо Гуарана завершил работу над фресками для интерьеров венецианского дворца Ка-Реццонико на Гранд-канале, а в 1780 году — для церкви Сан-Тома. Он также писал картины для церкви Сан-Теонисто в Тревизо и виллы Контарини в Чинто-Эуганео, помогал Тьеполо расписывать плафоны виллы Пизани в Стра. Гуарана писал фрески в Палаццо Бальби, Палаццо Больдо в Сан-Феличе и во многих других дворцах Венеции и венецианской Террафермы.

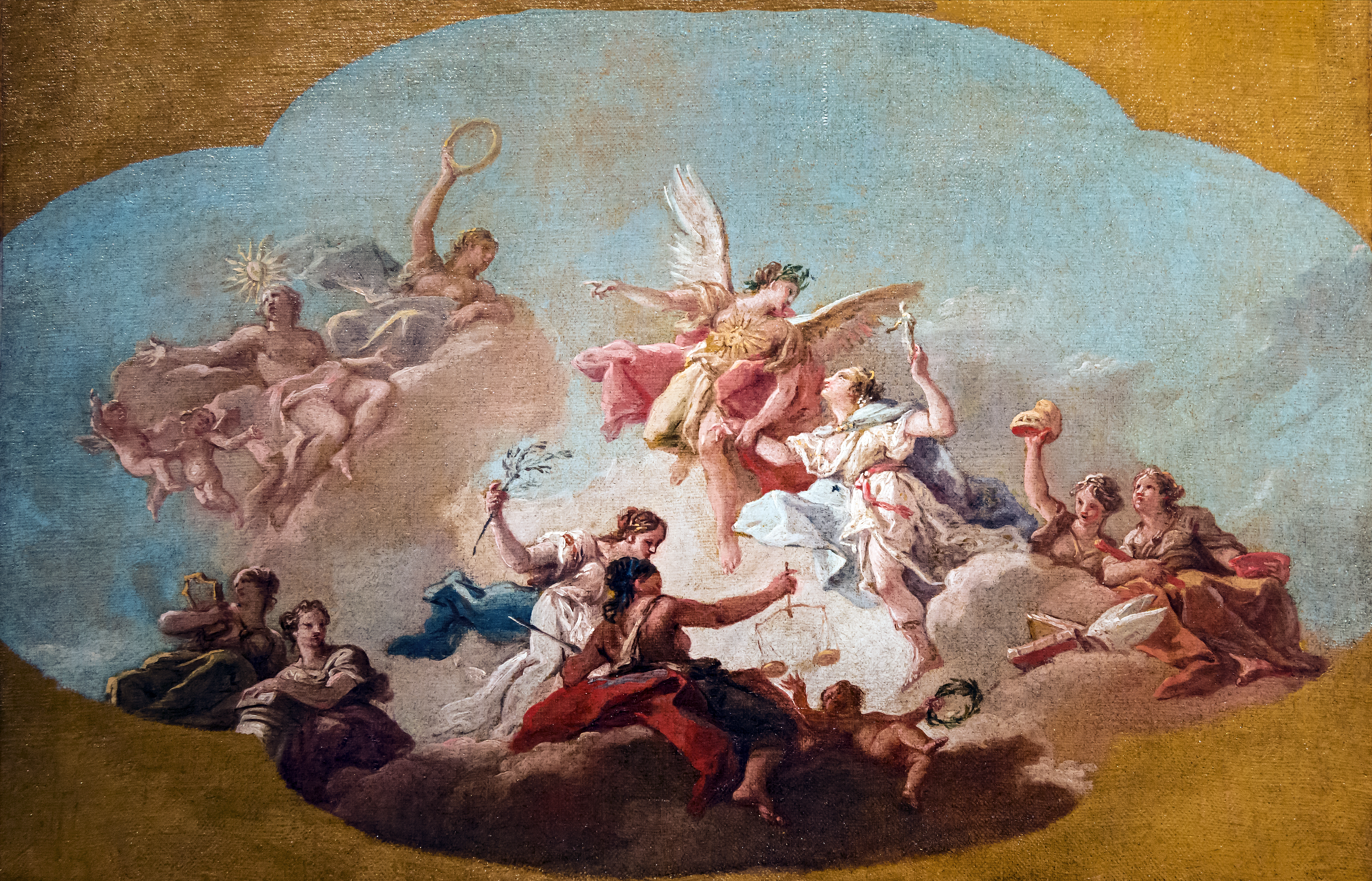
Аллегория добродетелей Л. Мочениго. 1787. Холст, масло. Венеция, Галерея Академии

В 1756 году Якопо Гуарана стал членом Венецианской академии изящных искусств (Accademia di belle arti di Venezia), а в 1774 и 1784 годах её президентом. Он также был членом академий Флоренции и Болоньи.
В анонимном «Сборнике жизнеописаний венецианских живописцев» (Compendio delle vite dei pittori veneziani, 1762) упоминается о работе Якопо Гуараны для России. В 1760 году Гуарана вместе с другими венецианскими художниками (Джузеппе и Серафино Бароцци, Г. Дициани, Д. Маджотто, Ж. Б. Питтони, С. Торелли, Дж. Б. Тьеполо, Ф. Цуньо) получил заказ от будущей императрицы Екатерины II (в то время великой княгини) на создание декоративных панно для Китайского дворца в Ораниенбауме. Гуарана, не выезжая в Россию, написал на холсте для «Китайской опочивальни» дворца панно «Китайское жертвоприношение», с характерными для стиля рококо элементами шинуазри, а также для Будуара плафон «Зефир и Флора» и три аллегорические картины: «Музыка», «Живопись» и «Драма». А. Н. Бенуа назвал плафон «Зефир и Флора» «одной из самых грациозных фантазий XVIII века».
Для императорского Зимнего дворца в Санкт-Петербурге Якопо Гуарана выполнил панно «Жертвоприношение Ифигении», помещённое в Концертном зале (в 1830 году этот плафон сняли и перевезли в Москву и таким образом он был спасён от пожара во дворце 1837 года), в 1838 году плафон укрепили в Аванзале дворца.
Для Скуолы Гранде ди Сан-Джованни Эванджелиста (Подворья церкви Св. Иоанна Евангелиста) Якопо Гуарана создал панно с изображением «Семи ангелов и семи светильников» на тему Откровения Иоанна. В 1766—1767 годах Гуарана вместе с другими живописцами выполнял росписи во Дворце дожей.
Сын художника — Винченцо Гуарана  (1742—1815) — также был венецианским живописцем. В 1774 году избран членом венецианской Академии, и её президентом в 1799 и 1802 годах.